# Mussaumonark
Mussaumonark (Symposiachrus menckei) är en fågel i familjen monarker inom ordningen tättingar.

## Utbredning och systematik
Fågeln förekommer på Mussau (St. Matthias Group i Bismarckarkipelagen). Den behandlas som monotypisk, det vill säga att den inte delas in i några underarter.

## Status
IUCN kategoriserar arten som nära hotad.